# Bortigali
Bortigali ist eine italienische Gemeinde (comune) mit 1248 Einwohnern (Stand 31. Dezember 2023) in der Provinz Nuoro auf Sardinien.

## Geographie
Bortigali liegt 50 km westlich von Nuoro auf 510 m s.l.m. in der Marghine-Kette zu Füßen des Monte Santu Padre (1025 m). Zum Gemeindegebiet gehört die Fraktion Mulargia. Die Nachbargemeinden sind: Birori, Bolotana, Dualchi, Macomer und Silanus.

## Sehenswürdigkeiten
Bortigali verfügt über ein vielfältiges Erbe an archäologischen Denkmälern. Es gibt 43 Nuraghen (zehn Protonuraghen, die anderen vom Tholostyp, einfache und komplexe), 10 Domus de Janas, drei Dolmen, ein Gigantengrab. Das bedeutendste Denkmal ist die Nuraghe Orolo. Bei einer Restaurierung wurde die Wendeltreppe mit 56 Stufen saniert.
- Pfarrkirche Santa Maria degli Angeli
- Nuraghe Orolo, unweit des Ortes in überhöhter Position gut erhaltene Nuraghe
- Nuraghe Aidu Entos mit einer lateinischen Inschrift
- Nuraghe Pranu 'e Ruos

## Persönlichkeiten
- Antonio Giuseppe Angioni (1910–1991), Geistlicher
- Antonio Mura (* 1952), Bischof von Nuoro und Lanusei

## Verkehr
Bortigali besitzt einen Bahnhof an der Bahnstrecke Macomer–Nuoro. An der Ortschaft führt zudem die Strada statale 129 Trasversale Sarda vorbei. 

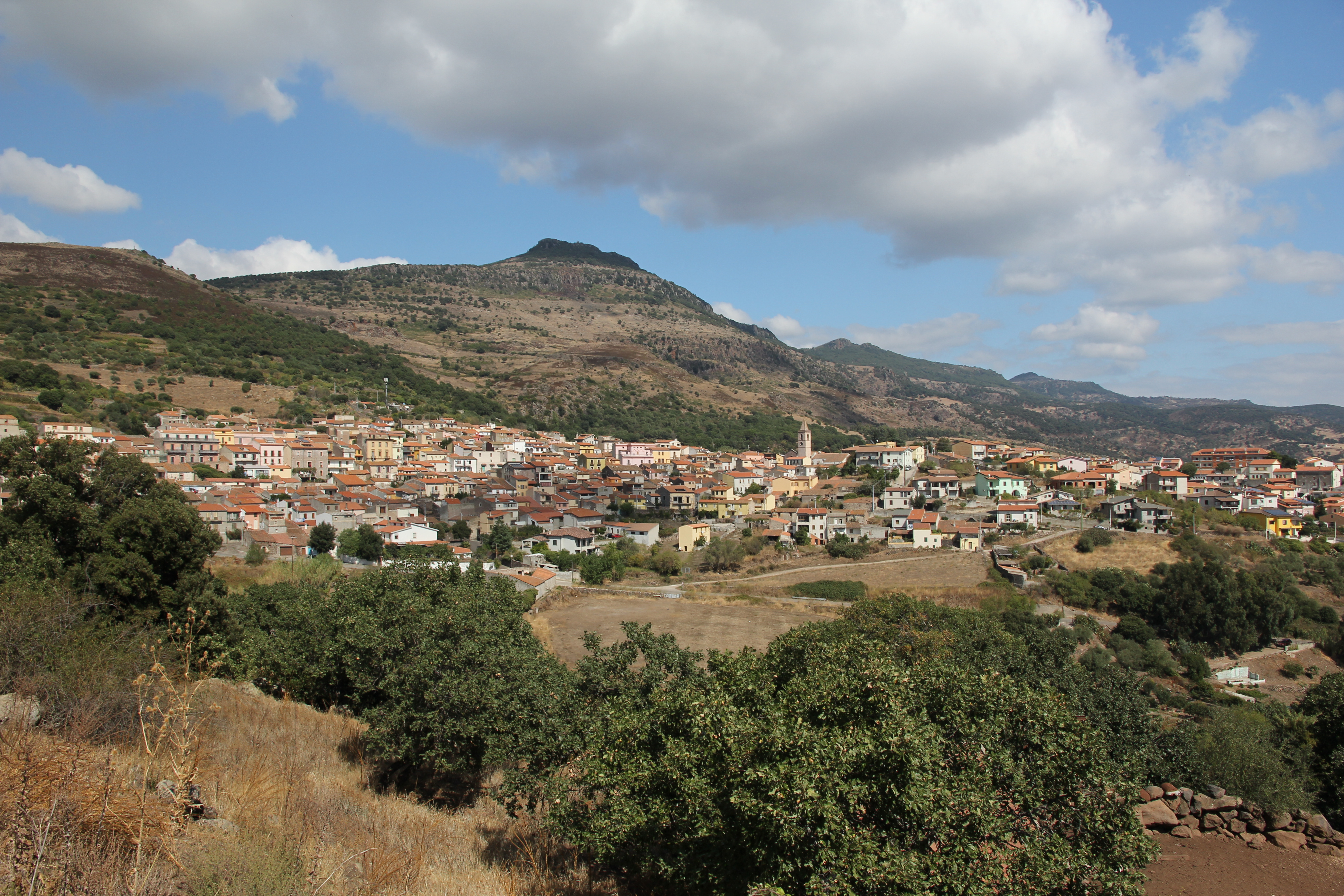
Bortigali mit dem Monte Santu Padre im Hintergrund
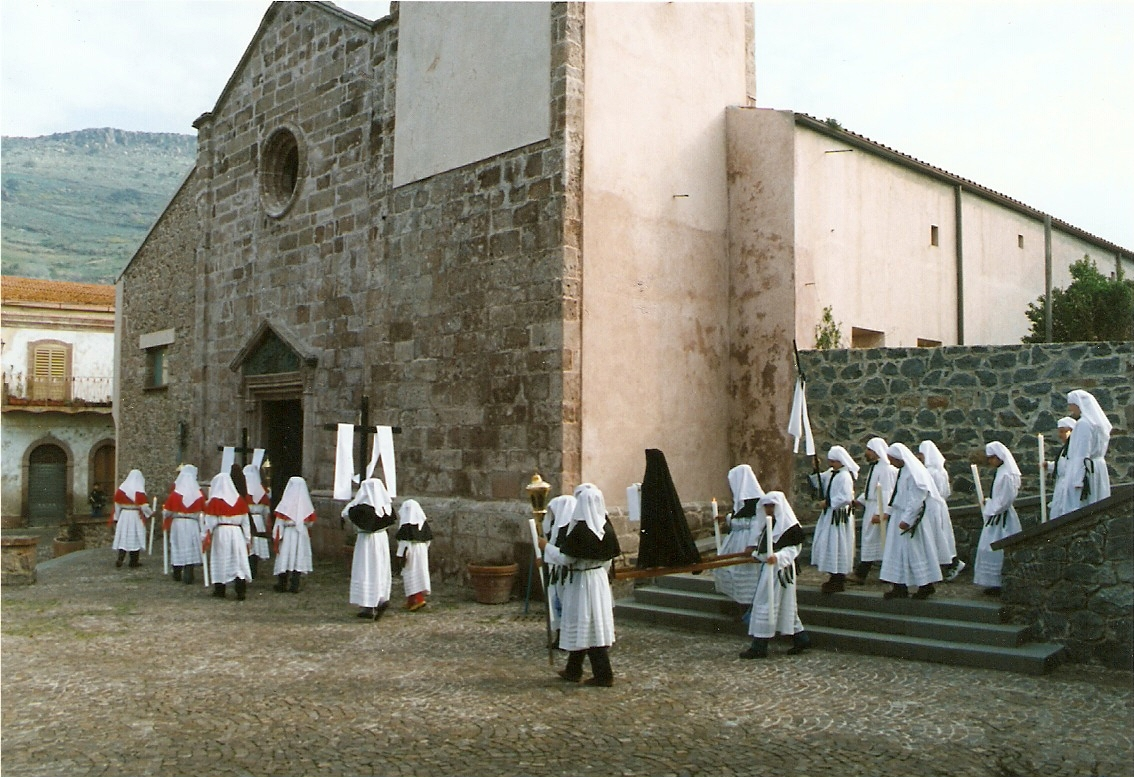
Karfreitagsprozession zur Pfarrkirche
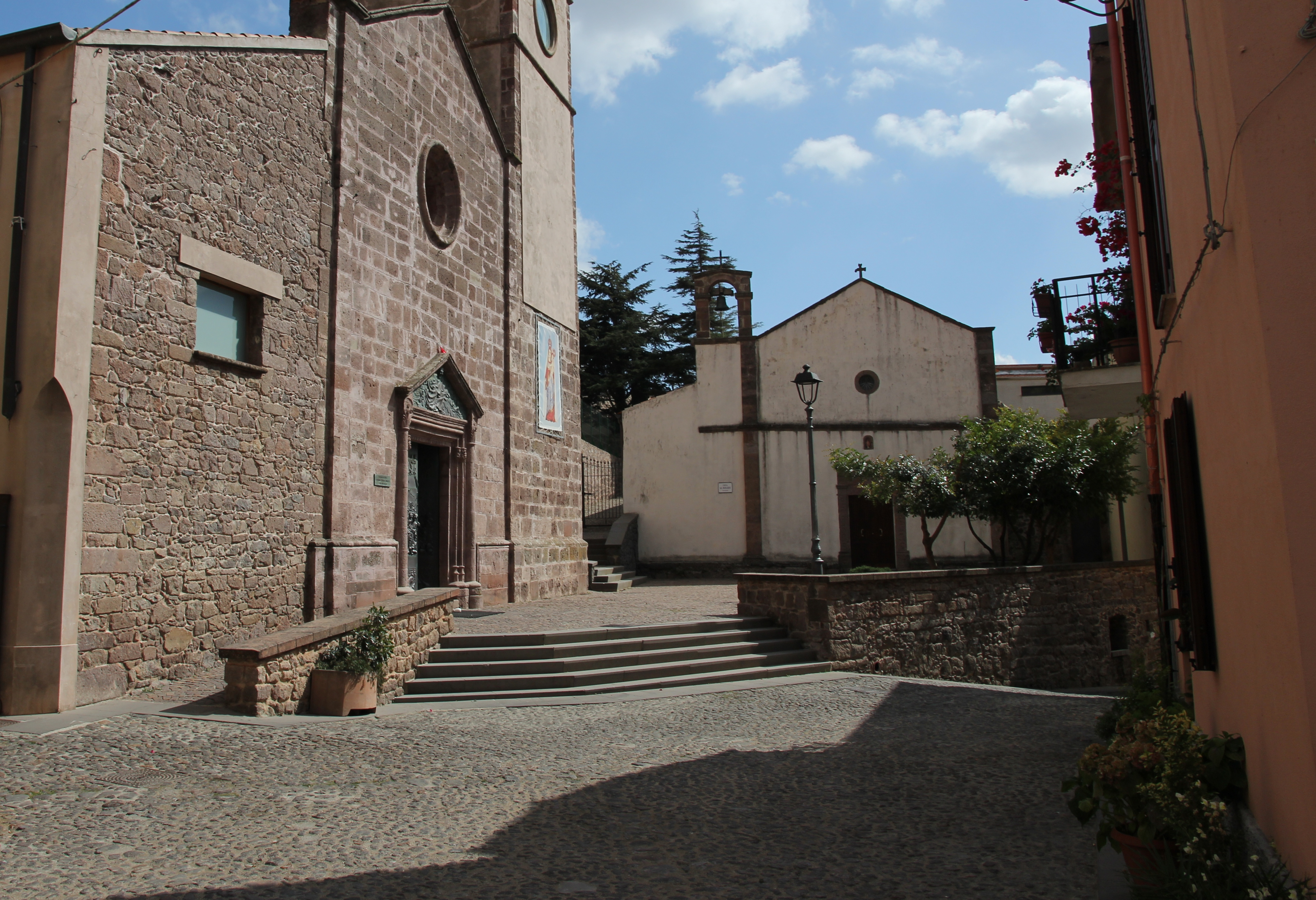
Pfarrkirche Santa Maria degli Angeli und die Kirche del Rosario
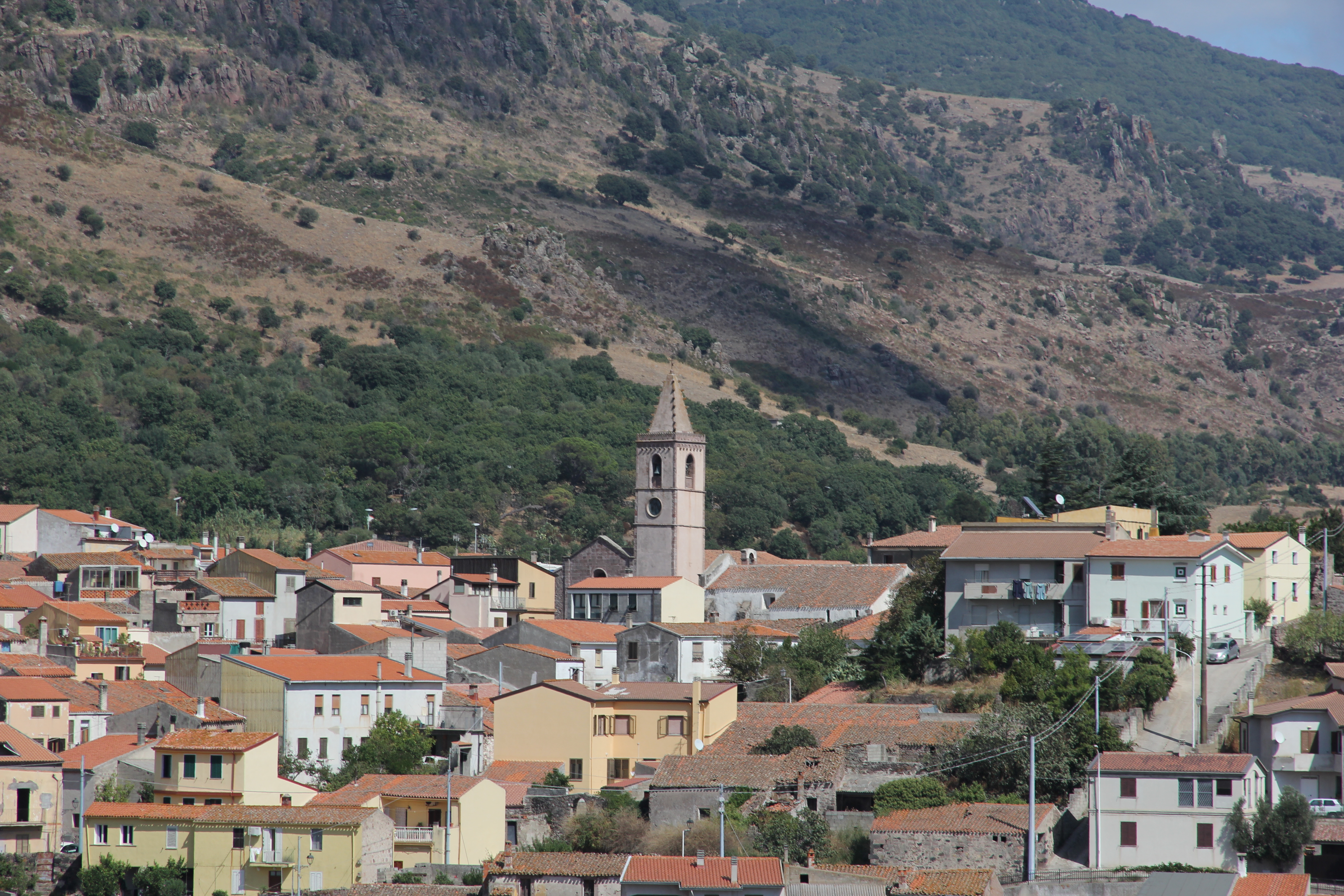
Ortskern
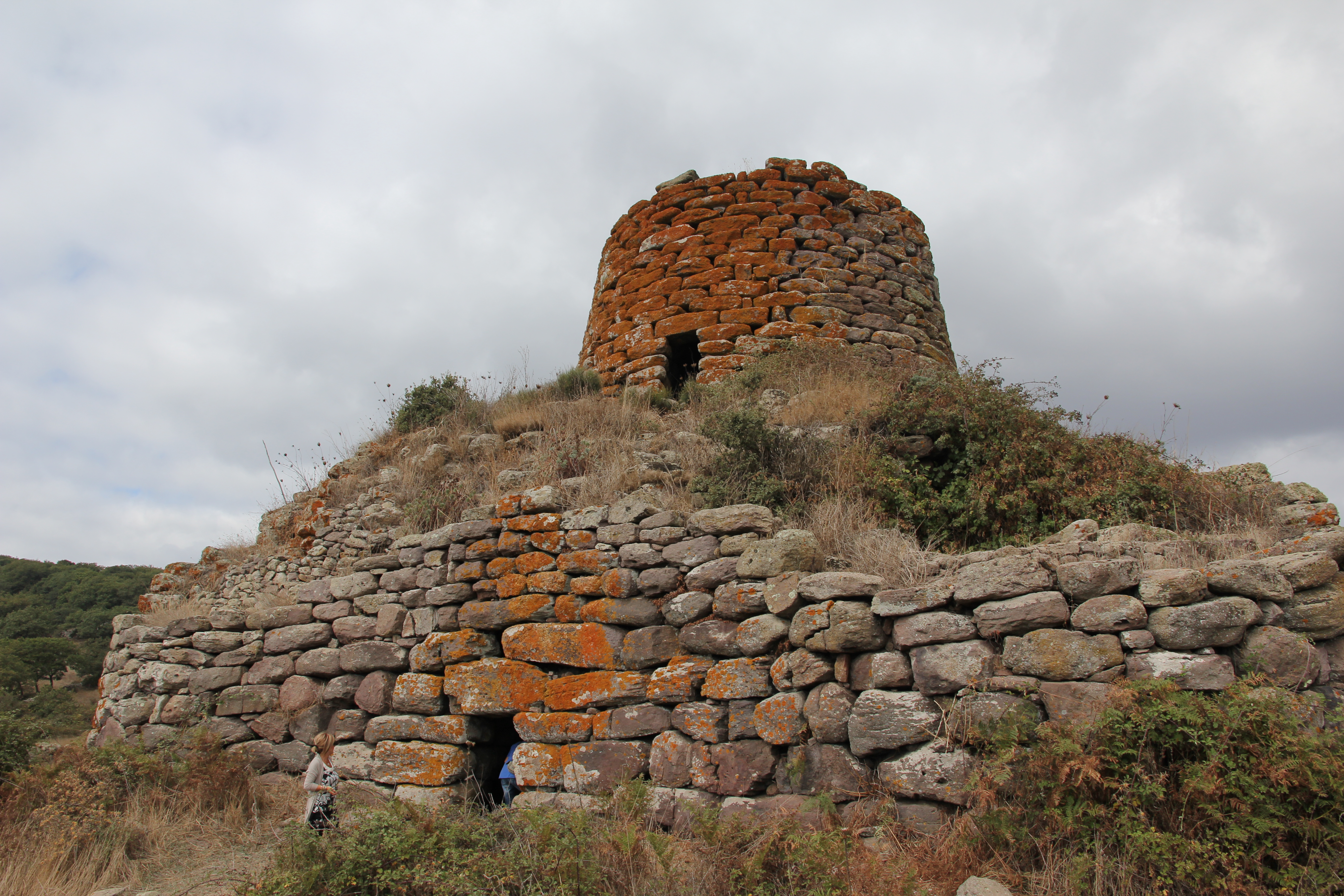
Nuraghe Orolo